# Списак музичких албума објављених у 2007. години
Овај чланак садржи списак музичких албума који су објављени током 2007. године.

## Април
| Датум     | Извођач(и)           | Назив албума | Изв.  |
| --------- | -------------------- | ------------ | ----- |
| 3. април  | Shadows Fall         |              | [ 1 ] |
| 10. април | From Autumn to Ashes |              | [ 1 ] |

## Август
| Датум      | Извођач(и)         | Назив албума | Изв.  |
| ---------- | ------------------ | ------------ | ----- |
| 8. август  | Ningen Isu         |              | [ 2 ] |
| 28. август | The Last Goodnight |              | [ 2 ] |

## Септембар
| Датум         | Извођач(и)         | Назив албума |
| ------------- | ------------------ | ------------ |
| 11. септембар | 50 Cent            |              |
| 25. септембар | DJ Envy & Red Café |              |

## Октобар
| Датум       | Извођач(и) | Назив албума |
| ----------- | ---------- | ------------ |
| 9. октобар  | Kid Rock   |              |
| 16. октобар | Maritime   |              |